# Hold Me Closer
Hold Me Closer – singel Cornelii Jakobs, wydany 26 lutego 2022 nakładem Warner Music Sweden. 
Kompozycja wygrała finał Melodifestivalen 2022 i reprezentowała Szwecję podczas 66. Konkursu Piosenki Eurowizji w Turynie (2022). 
Utwór napisali oraz skomponowali David Zandén, Isa Molin oraz sama wokalistka.
Singel dotarł do 1. miejsca na oficjalnej szwedzkiej liście sprzedaży.

## Lista utworów
- Digital download[1]

1. „Hold Me Closer” – 3:19

## Notowania

### „Hold Me Closer”
| Kraj            | Notowanie (2022)                  | Najwyższa pozycja |
| --------------- | --------------------------------- | ----------------- |
| Australia       | Australia Digital Tracks          | 41                |
| Finlandia       | Suomen virallinen lista           | 9                 |
| Grecja          | IFPI Greece                       | 50                |
| Hiszpania       | PROMUSICAE                        | 88                |
| Holandia        | Single Top 100                    | 76                |
| Irlandia        | Top 100 Singles                   | 38                |
| Islandia        | Plötutíðindi                      | 2                 |
| Litwa           | Singlų Top 100                    | 5                 |
| Niemcy          | Offizielle Download Charts Single | 7                 |
| Norwegia        | VG-lista                          | 15                |
| Portugalia      | AFP                               | 135               |
| Świat           | Billboard Global Excl. US         | 132               |
| Szwajcaria      | Singles Top 100                   | 53                |
| Szwecja         | Sverigetopplistan                 | 1                 |
| Wielka Brytania | UK Singles Chart                  | 59                |

### „Hold Me Closer (Eurovision Version)”
| Kraj  | Notowanie (2022) | Najwyższa pozycja |
| ----- | ---------------- | ----------------- |
| Litwa | Singlų Top 100   | 49                |